# Архиепархия Эгера
Архиепархия Эгера (венг. Egri főegyházmegye, лат. Archidioecesis Agriensis) — католическая архиепархия латинского обряда в Венгрии с центром в городе Эгер.
Епархия в Эгере принадлежит к числу исторических епархий, создана около 1000 года королём Иштваном Святым в период христианизации Венгрии. В 1804 году преобразована в архиепархию-митрополию. В 1993 году из неё была выделена епархия Дебрацен-Ньиредьхаза.
По данным на 2006 год в архиепархии насчитывалось 690 000 католиков (54,8 % населения), 223 священника и 314 приходов. Кафедральным собором епархии является Эгерская базилика (полное название — Базилика Святого Иоанна Апостола и Евангелиста, Святого Михаила и Непорочного Зачатия), которая носит почётный статус «малой базилики». Этот статус имеет ещё одна церковь архиепархии — церковь Святого Януша в Шарошпатаке. С 2007 года архиепархию возглавляет Чаба Терняк.
Митрополии Эгера подчинены две епархии: Дебрецена-Ньиредьхазы и Ваца.

## Ординарии
...
- Орбан Дочи фон Нагилуче (27 апреля 1487 — 1491);
  - Родриго Борджиа (1491 — 11 августа 1492), апостольский администратор;
  - Асканио Мария Сфорца (31 августа 1492 — июнь 1497), апостольский администратор;
- Тамаш Бакоц (9.06. – 20.12.1497)

...
- Иштван Фишер (István Fisher) 1807—1822

...
- Йоганн Ладислаус Пиркер (János Krstitel László Pryker) 1827—1847

...
- Бела Бартакович (Béla Bartakovics) 1850 — ?

...
- кардинал Йожеф Шамашша (József Samassa) 1873—1912
- Лайош Смречани (Lajos Szmrecsányi) 1912—1943
- Дьюла Цапик (Gyula Czapik) 1943—1956

...
- Пал Брезаноци (Pál Brezanóczy) 1959—1964 и 1969—1972

...
- Йожеф Банк (József Bánk) 1974—1978
- Ласло Кадар (László Kádár) 1978—1986
- Иштван Шерегей (István Seregély) 1987—2007
- Чаба Терняк (Csaba Ternyák) 2007